# Rue du Château-Landon
Rue du Château-Landon je ulice v Paříži. Nachází se v 10. obvodu.

## Poloha
Ulice vede od křižovatky s Rue du Faubourg-Saint-Martin a končí u bulvárů Chapelle a Villette. Ulice je orientována z jihu na sever a od Rue La Fayette se stáčí na severovýchod, kde na ni navazuje Rue d'Aubervilliers.

## Původ jména
Původně se nazývala chemin des Potences (šibeniční cesta) podle šibenice Montfaucon. V 19. století se název změnil na Rue du Château-Landon, tj. ulice zámku Landon. Na vyvýšenině u cesty stával dům jistého Landona, který dal ulici její jméno. Zámek byl postaven za vlády Ludvíka XIV. a posléze jej využívali lazaristé. Dům stál ještě na počátku 20. století a posléze byl zbořen. V místě se dnes nachází dům č. 39.

## Historie
Cesta existovala již na konci 17. století. Vedla k bráně Vertus a pokračovala jako Rue des Vertus (nyní Rue d'Aubervilliers), kterou se chodilo na pouti do kostela Notre-Dame-des-Vertus v Aubervilliers.

## Významné stavby
- Hasičská zbrojnice z let 1876–1879 na rohu ulic Rue du Château-Landon, Rue Philippe-de-Girard a Rue Louis-Blanc
- dům č. 31: plovárna z let 1882–1884 byla první krytou, vytápěnou veřejnou plovárnou v Paříži.